# Weberbauerocereus cephalomacrostibas
Weberbauerocereus cephalomacrostibas är en kaktusväxtart som först beskrevs av Erich Werdermann och Curt Backeberg, och fick sitt nu gällande namn av Friedrich Ritter. Weberbauerocereus cephalomacrostibas ingår i släktet Weberbauerocereus och familjen kaktusväxter. Inga underarter finns listade i Catalogue of Life.